# Мегариа, Фодиль
Фодиль Мегариа (фр. Fodil Megharia 23 мая 1961, Шлеф, Алжир) — алжирский футболист, играл на позиции защитника.
Фодиль Мегариа выступал за алжирский клуб «АСО Шлеф» и тунисский «Клуб Африкэн». На Чемпионате мира 1986 года Мегариа отыграл полностью 2 матча против сборных Испании и Бразилии.

## Достижения

### Клубные
- Победитель Африканский Кубка чемпионов 1991 года в составе «Клуб Африкэн»
- Чемпион Туниса в сезонах 1989/1990 и 1991/1992 в составе «Клуб Африкэн»
- Обладатель Кубка Туниса в сезоне 1991/1992 в составе «Клуб Африкэн»

### Со сборной Алжира
- Участник Чемпионата мира 1986 года в Мексике
- Победитель Кубка африканских наций 1990 года в Алжире